# Bindu (Peninjauan)
Bindu is een bestuurslaag in het regentschap Ogan Komering Ulu van de provincie Zuid-Sumatra, Indonesië. Bindu telt 2085 inwoners (volkstelling 2010).